# 本澤雅史
本澤 雅史（もとざわ まさふみ、1959年1月14日 - 2012年11月27日）は、日本の神道学者、神職。宇佐神社（香川県さぬき市）禰宜。皇學館大学文学部神道学科教授。

## 略歴
香川県大川郡長尾町（現、さぬき市）出身。1977年に高松第一高等学校、1981年に皇學館大学文学部を卒業、1983年に皇學館大学大学院文学研究科修士課程を修了。
1984年、皇學館大学文学部助手、1992年に講師、1997年に助教授、2007年に教授。祭式や祝詞作文の講義を担当。
2012年11月27日、上部消化管出血により帰幽。享年53。

## 著書

### 単著
- 『月の信仰と祭り』（伊勢神宮崇敬会、2003）
- 『祝詞の研究』（弘文堂、2006）ISBN 4335160461

### 編著
- 『祝詞用語用例辞典』（戎光祥出版、2011）ISBN 9784864030410

### 共著
- 『谷省吾先生退職記念神道学論文集』（国書刊行会、1995）ISBN 4336037426
- 『環境与東亜文明：東方伝統環境思想的現代意義』（山西古籍出版社、1999）
- 『東洋的環境思想の現代的意義：杭州大学国際シンポジウムの記録』（農山漁村文化協会、1999）ISBN 4540982230
- （西宮一民）『上代語と表記』（おうふう、2000）ISBN 4273031515
- 『日本の神々』（皇學館大学出版部、2000）ISBN 4876441030
- 『鎮守の森を保育の庭に：命を育む知恵がここに』（学習研究社、2001）
- 『神主のための教養講座』（三重県神社庁教化委員会、2003）
- 『続　日本の神々』（学校法人皇學館出版部、2004）ISBN 4876441138
- 『水と神道文化』（神道文化会、2006）